# Малецька Софія Борисівна
Софі́я Бори́сівна Мале́цька (1911 , Чернігівська губернія  — невідомо ), український радянський діяч, селянка, передовик сільськогосподарського виробництва. Депутат Верховної Ради УРСР 1-го скликання (1938–1947).

## Біографія
Народилася 1911 року на Чернігівщині. З 1932 року — наймичка в селі Яблуневе Баришівського району. З 1935 року працювала дояркою в селі Яблуневе Баришівського району на Київщині. У лютому 1936 року постановою ЦВК СРСР першою в Баришівському районі Київської області за одержання високих надоїв молока доярка племгоспу «Хмельовик» Софія Малецька була нагороджена орденом Леніна (вона подолала п'ятитисячний рубіж надоїв молока на корову). 
26 червня 1938 року обрана Верховної Ради УРСР 1-го скликання по Переяславській виборчій окрузі № 99 Київської області.
Член ВКП(б) з 1939 року.
Станом на 1945 рік — доярка Хмелевицького бурякорадгоспу Березанського району Київської області.

## Нагороди
- орден Леніна (22.02.1936)
- орден «Знак Пошани» (7.02.1939)